# John Harry McNeaney
John Harry McNeaney, kanadski letalski častnik, vojaški pilot in letalski as, * 30. maj 1897, Jarvis, Ontario, † 1. marec 1919, Anglija.
Stotnik McNeaney je v svoji vojaški službi dosegel 5 zračnih zmag.

## Življenjepis
5. maja 1917 je vstopil v Kraljevi letalski korpus. 
Dodeljen je bil 79. eskadronu. Junija 1918 je bil ranjen, ko je napadal sovražnikove kopenske cilje. Ko je ozdravel, se je vrnil v aktivno službo in s Sopwith Dolphin sestrelil 5 sovražnikovih letal.
Umrl je zaradi posledicami gripe.

## Odlikovanja
- Distinguished Flying Cross (DFC)